# Deoghar
Deoghar (en hindi, देवघर ) es una ciudad de la India situada en el estado de Jharkhand. Según el censo de 2011, tiene una población de 203 123 habitantes.
Es el centro administrativo del distrito de Deoghar.
La localidad es un lugar sagrado del hinduismo. Los templos hacen de la ciudad un lugar de peregrinaje y turismo.

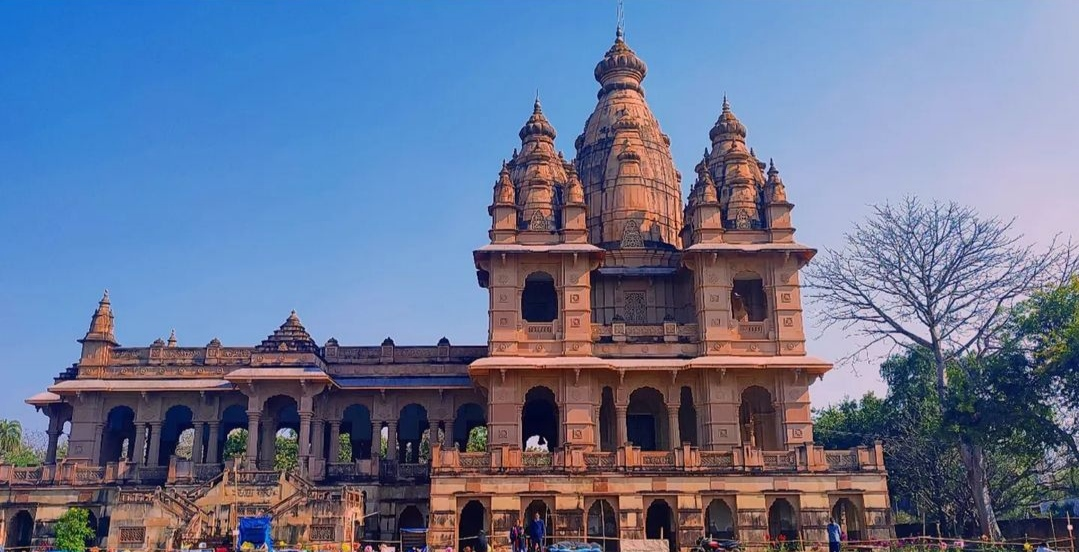
Templo Naulakha

## Geografía
Está situada a una altitud de 254 metros, a unos 250 km por carretera de la capital estatal, Ranchi